# Mako Yoshikawa
Mako Yoshikawa, née en 1966, est une romancière américaine.

## Biographie
Mako Yoshikawa vit à New York. Arrière-petite-fille d'une geisha et descendante d'une famille de samouraïs, elle a passé une partie de son enfance à Tokyo.